# Günther Bajog
Günther Bajog (* 1. Dezember 1927 in Dresden; † 13. Februar 2006 in Castrop-Rauxel) war ein deutscher Schriftsteller, der vor allem durch seine Wildwestromane bekannt wurde.

## Leben
Günther Bajog nahm nach seiner Lehre am Zweiten Weltkrieg teil. Dabei geriet er in sowjetische Kriegsgefangenschaft und wurde zu Weihnachten 1949 aus dieser entlassen. Anschließend studierte er in Warnemünde Maschinenbau. In den 1950er Jahren siedelte er in die Bundesrepublik über und arbeitete dort als Konstrukteur in Oberhausen. Hier begann er auch mit schriftstellerischen Arbeiten. 1957 veröffentlichte Bajog seinen ersten Wildwestroman, ein Leihbuch, beim Kölner Alka-Verlag. Es folgten zahlreiche weitere Western für die damals noch prosperierenden Leihbibliotheken, Bajog begann aber auch für die Heftromanverlage zu arbeiten. Ab den 1960er Jahren erschienen unter wechselnden Pseudonymen seine Wildwestromane in unterschiedlichen Reihen und für verschiedene Verlage, bald aber vor allem für den Bastei-Verlag.
Abgesehen von den genannten Pseudonymen benutzte Bajog auch Verlagspseudonyme, die er mit anderen Autoren teilte. Am wichtigsten dürften hier seine Arbeiten unter dem Namen Jack Slade sein, die ab 1972 in der Reihe Lassiter veröffentlicht wurden. Er hat die Konzeption der deutschen Reihe mitgestaltet. Das Konzept dieser Serie stammte ursprünglich aus den Vereinigten Staaten. Bajog hat Lassiter allerdings nicht allein geschrieben. Unter dem Verlagspseudonym Jack Slade haben bis heute Dutzende von verschiedenen Schriftstellern an dieser Reihe mitgearbeitet.
Günther Bajog dürfte deutlich mehr als 2.000 Titel (Nachauflagen mitgezählt) veröffentlicht haben. Er gehörte mit seinen Arbeiten für das Leihbuch, den Heftroman und das Taschenbuch zu den einflussreichsten deutschsprachigen Westernautoren der zweiten Hälfte des 20. Jahrhunderts.

## Verwendete Pseudonyme
Von Günther Bajog verwendete Pseudonyme, vor allem im Bereich des Westerns:
- Bill Murphy, Dan Ferguson, William O’Connor, H. G. Roberts, Bill Shannon, Reddy Bajox, Jack Slade, Jack Morris, Jim Jackson

## Romanreihen
Von Günther Bajog initiierte Western-Reihen, oder Reihen, an denen er mitgearbeitet hat:
- Skull-Ranch
- Fort Aldamo
- Captain Concho
- Lassiter